# Spardwergspanner
De spardwergspanner (Eupithecia abietaria) is een nachtvlinder uit de familie van de spanners (Geometridae). 

## Kenmerken
De voorvleugellengte bedraagt tussen de 11 en 15 mm. De voorvleugel is vrij breed en heeft een duidelijke zwarte middenstip. Tussen de zwarte dwarslijntjes bevinden zich zowel aan de basis van de vleugel als aan de buitenrand een bruine dwarslijn.

## Levenscyclus
De spardwergspanner gebruikt spar en ook andere naaldbomen als waardplant. De rups is te vinden van eind juni tot halverwege oktober. De soort overwintert als pop. Er is jaarlijks een generatie die vliegt van halverwege mei tot halverwege juli.

## Voorkomen
De soort komt verspreid van West-Europa tot Oost-Azië voor.  De spardwergspanner is in Nederland een zeldzame soort. In België is het een zeer zeldzame soort. 